# Szmul Lehman
Szmul Lehman (ur. w 1886 w Warszawie, zm. 23 września 1941 tamże) – polski zbieracz i badacz folkloru żydowskiego oraz autor zbiorów folklorystycznych żydowskiego pochodzenia.

## Życiorys
Urodził się w Warszawie. Folklorem żydowskim zainteresował się bardzo wcześnie. Jego zbieranie i badanie zaczął już w czasach zaborów, głównie na prowincji. Do wybuchu I wojny światowej prowadził badania głównie w żydowskich ośrodkach centralnej Polski. Po przyłączeniu Galicji do Polski przedostawał się przez byłą austriacko-rosyjską granicę by tam badać różnice i podobieństwa w obyczajach i folklorze Żydów rosyjsko-polskich i Żydów małopolskich. W 1921 roku wydał książkę pt. Praca i wolność: zbiór pieśni ludowych, a w latach 1926–1933 Archiwum żydowskiego językoznawstwa, nauki o literaturze i etnologii.
Podczas II wojny światowej wraz z rodziną przebywał w getcie warszawskim. Zamieszkał przy ulicy Orlej. W getcie należał do najbliższych współpracowników archiwum Ringelbluma. Dzięki działaczom Żydowskiej Socjalnej Samopomocy on i jego rodzina nie zaznała w getcie głodu. Pod koniec 1940 roku wykryto u niego raka. Wówczas dostał do dyspozycji sekretarza, który zajął się katalogowaniem i przepisywaniem na maszynie jego materiałów oraz rozszyfrowaniem jego stenograficznych notatek. Szmul Lehman również w getcie badał obyczaje i zachowania Żydów. Zaraz na początku wojny notował różne nowe słowa i słówka, historyjki i kalambury, które były wyrazem reakcji Żydów na zaistniałą sytuację. Szmul Lehman zmarł 23 września 1941 roku. Został pochowany na cmentarzu żydowskim przy ulicy Okopowej w Warszawie, lecz jego nagrobek nie zachował się.
Wszystkie prace Lehmana, posegregowane przez jego sekretarza zaginęły. Sam Emanuel Ringelblum kilkakrotnie, osobiście, prosił żonę Lehmana i jego syna, by powierzyli mu dzieło ojca. Spadkobiercy jednak nie zrobili tego. W ten sposób zginął wielki skarb kultury żydowskiej.